# Bandikutformák
A bandikutformák (Peramelinae) a bandikutalakúak (Peramelemorphia) rendjébe tartozó bandikutfélék (Peramelidae) családjának egy alcsaládja.

## Rendszerezés
Az alcsaládba 2 nem és 7 faj tartozik.
- Isoodon – Desmarest, 1817 – 3 faj
  - arany bandikut (Isoodon auratus)
  - nagy bandikut (Isoodon macrourus)
  - kis bandikut (Isoodon obesulus)
- Perameles – É. Geoffroy Saint-Hilaire], 1804 – 4 faj
  - †Perameles allinghamensis
  - nyugati bandikut (Perameles bougainville)
  - †Perameles bowensis
  - †sivatagi bandikut (Perameles eremiana)
  - sávos bandikut (Perameles gunnii)
  - hosszúorrú bandikut (Perameles nasuta)
- Crash
  - Crash bandikut  (Crash bandicoot)